# Sassalb
Sassalb är en bergstopp i Schweiz.   Den ligger i regionen Bernina och kantonen Graubünden, i den östra delen av landet, 210 km öster om huvudstaden Bern. Toppen på Sassalb är 2 862 meter över havet, eller 195 meter över den omgivande terrängen. Bredden vid basen är 0,91 km.
Terrängen runt Sassalb är huvudsakligen bergig, men åt sydost är den kuperad. Runt Sassalb är det ganska tätbefolkat, med 155 invånare per kvadratkilometer.. Närmaste större samhälle är Poschiavo, 3,4 km väster om Sassalb. 
I omgivningarna runt Sassalb växer i huvudsak blandskog.